# Aeroportul Municipal Morristown
Aeroportul Municipal Morristown (IATA: MMU, ICAO: KMMU, FAA LID: MMU) este un aeroport din New Jersey, Statele Unite ale Americii ce deservește zona Morristown⁠(d). Aeroportul a fost tranzitat în 2019 de 6.514 pasageri. A fost numit după zona deservită.
Situat la o altitudine de 57 m, aeroportul dispune de 2 piste.

## Infrastructură

### Piste
Aeroportul dispune de 2 piste. Pista 5/23 are suprafața de asfalt și dimensiunile 5.998 picioare × 150 picioare. Pista 13/31 are suprafața de asfalt și dimensiunile 3.997 picioare × 150 picioare. 